# 와카마쓰섬

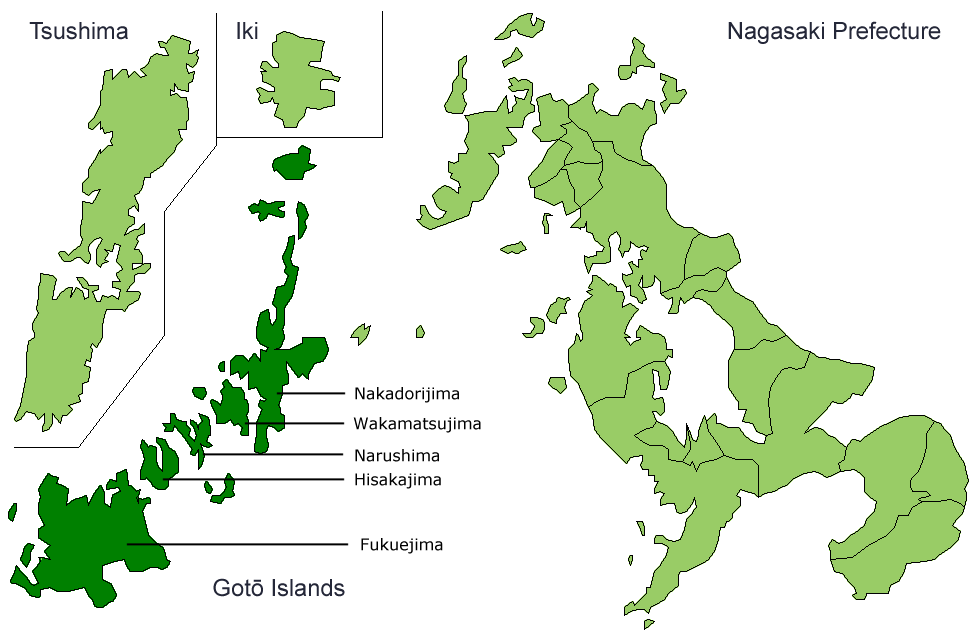
고토 열도의 와카마쓰섬의 위치

와카마쓰섬(若松島)은 일본 고토 열도의 섬 중 하나로 나가사키현 신카미고토정의 일부이다. 규슈 본토로부터 약 50km 떨어진 동중국해상에 있고 고토 열도 내에서는 나카도리섬의 남서쪽, 나루섬의 북동쪽에 위치한다. 면적은 30.99km2이다.